# Charpennes-Tonkin
Pour les articles homonymes, voir Tonkin.
Charpennes-Tonkin, ou le Tonkin, est un quartier de la commune de Villeurbanne, commune de la métropole de Lyon en France. Il est essentiellement constitué d'immeubles de bureaux et d'habitations.

## Situation
Le Tonkin est situé au nord-ouest du centre de Villeurbanne, limitrophe de Lyon. Il est délimité :
- à l'ouest, à la limite communale, par le parc de la Tête-d'Or et le quartier lyonnais des Brotteaux (6e arrondissement de Lyon) dont il est séparé par le Boulevard de Stalingrad
- au nord par le quartier et le campus universitaire de La Doua dont il est séparé par le boulevard du 11-novembre-1918
- à l'est il borde les quartiers de Croix-Luizet et Zola-Pressensé
- au sud le quartier lyonnais de Bellecombe (6e arrondissement de Lyon).

Un parc central, l'esplanade de l'Europe et le mail Jean-Monnet marquent la limite entre le Tonkin Nord et le Tonkin Sud.
La partie occidentale du Tonkin est classée en tant que quartier prioritaire, avec 2 100 habitants en 2018.

## Toponymie
Le nom Charpennes (attesté au XVIIIe siècle) vient du francoprovençal charpenna, « bois de charmes », issu du latin carpinus, « charme »,.
L'appellation « quartier du Tonkin », que l'on a imputée au succès des installations indochinoises de l'Exposition universelle, internationale et coloniale de Lyon de 1894 dans le parc de la Tête d'Or, remonte en fait au moins à l'année 1885, par référence à la rue du même nom située au cœur du quartier et baptisée ainsi peu auparavant dans le contexte de la deuxième expédition du Tonkin qui poursuivait l'expansion coloniale en Asie du Sud-Est.

## Histoire
« Le quartier des Charpennes est l’un des plus anciens de la ville de Villeurbanne. Il y a de cela un  siècle, les habitants de la commune se répartissaient entre Cusset et Charpennes, le reste du territoire municipal étant occupé par des terres à vocation agricole.
Proche de Lyon, le quartier des Charpennes était de tradition citadine et ses habitants travaillaient dans de petites entreprises. Associés aux Villeurbannais du Buer et de Château-Gaillard, les Charpennois souhaitèrent, dès 1838 être séparés du reste de la commune et fonder ainsi une ville à part entière mais le 12 juillet 1846, le projet de commune indépendante « Charpennes » fut rejeté. ».
Le Tonkin était un terrain marécageux, initialement propriété des Hospices civils de Lyon. Il commença à être aménagé au milieu du XIXe siècle, en même temps que le parc de la Tête d'Or, qui le borde et à l'origine, le quartier était d'ailleurs appelé quartier de la Tête d'Or.

Le nouveau quartier de la dalle du Tonkin fut bâtie dans les années 1970 à la place de l'ancien marché aux puces.

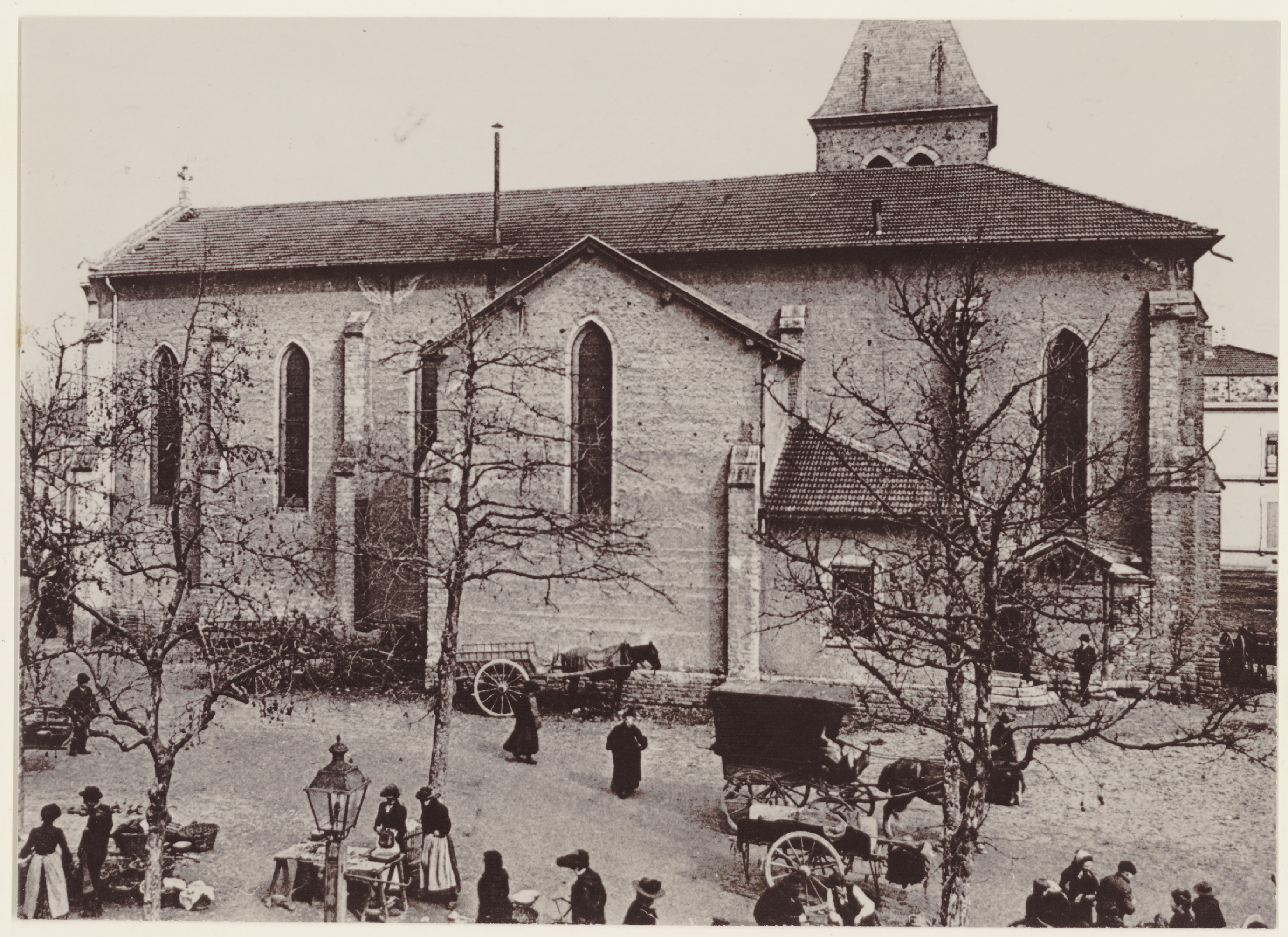
Église Sainte-Madeleine des Charpennes en 1910
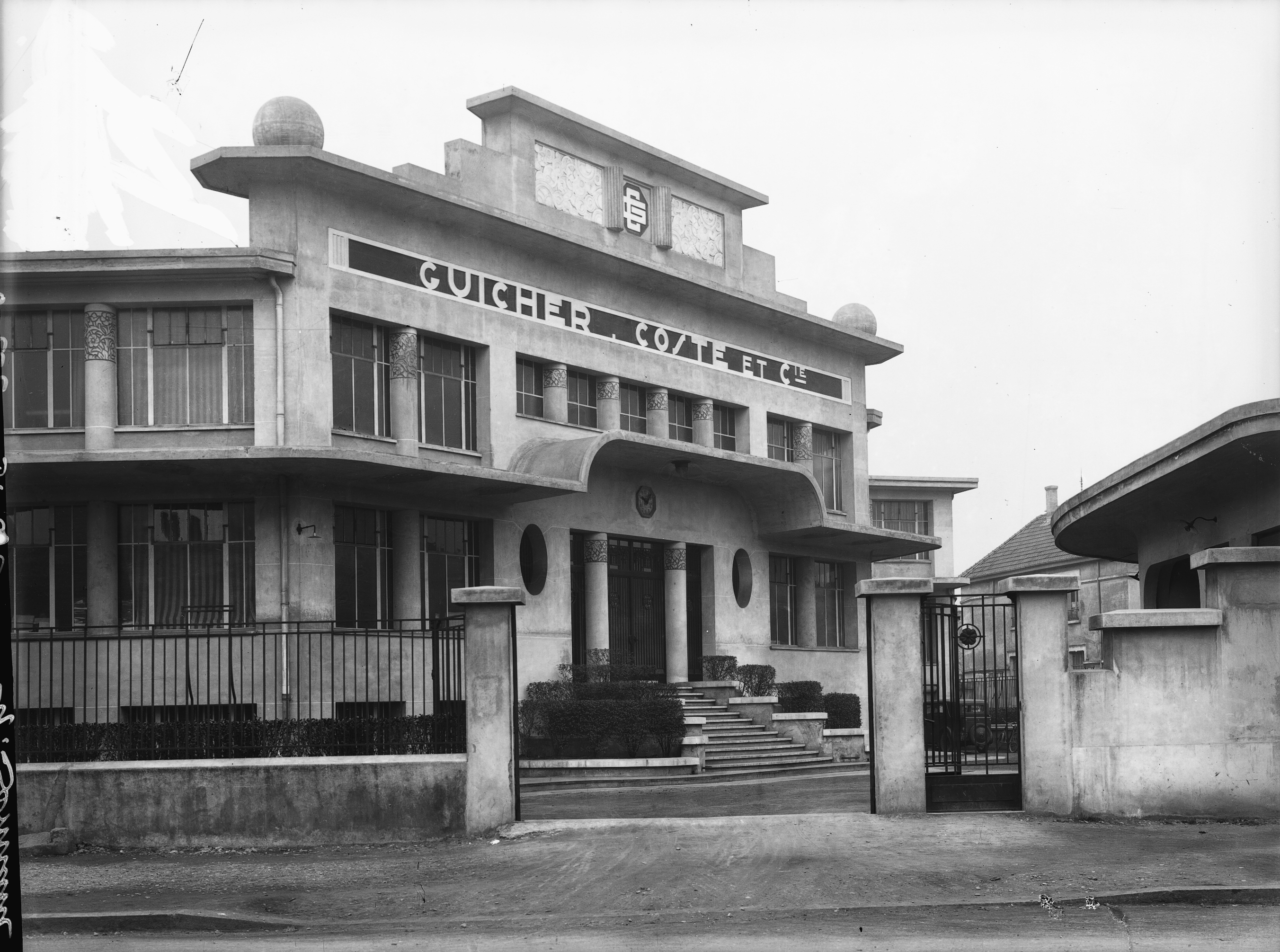
L'usine Guicher et Coste vers 1930, actuel centre Bayard

## Vie locale

### Conseil de quartier
Le conseil de quartier a été créé par la Ville de Villeurbanne en 1997. En 2015, une nouvelle charte des conseils de quartier, intégrant pour partie des éléments des conseils citoyens (loi de 2014) a été agréée par la municipalité après concertation avec des habitants et élus.
Ce conseil est maintenant géré par un bureau de 15 personnes auxquels s’ajoutent 5 représentants d'associations actives. Ce bureau paritaire élit en son sein 3 référents. Il n'y a plus de conseillers municipaux dans le bureau mais la ville s'est dotée, depuis les élections de 2014, de quatre maires-adjoints chargés chacun de deux quartiers. Ce sont, avec le service de démocratie locale, les interlocuteurs privilégiés du CQ.
Le Conseil de quartier est abrité par la maison des Services publics au 4 allée H. G. Clouzot.
Trois commissions se réunissent régulièrement :
- cadre de vie, espaces verts ;
- animation du quartier ;
- tranquillité publique.

### Radio
Le quartier disposait d'une radio locale, radio Charpennes Tonkin (RCT). Elle a été renommée Radio CapSao en 2011 et est située dans le quartier de la Guillotière à Lyon.

### Bâtiments publics

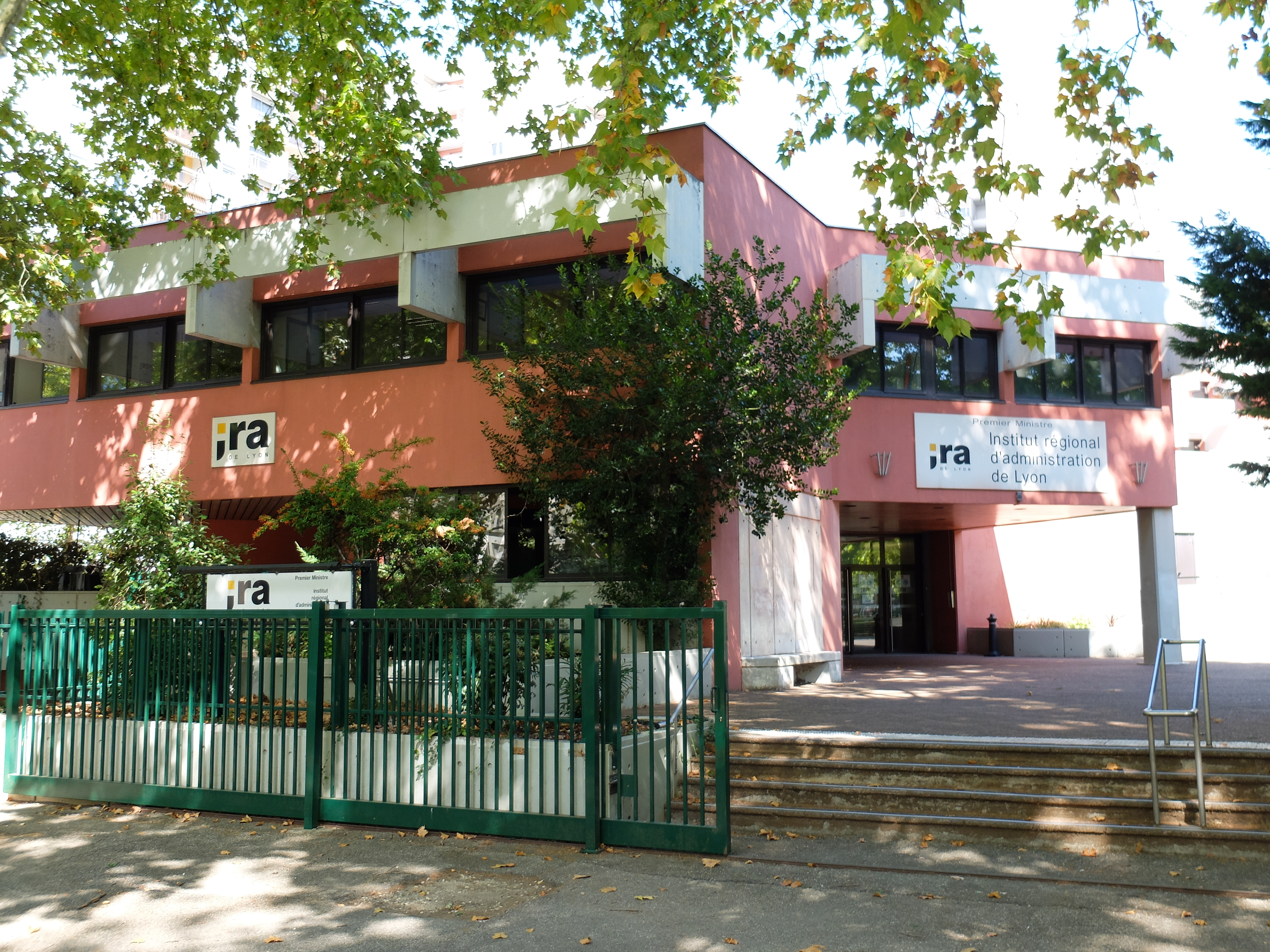
L'institut régional d'administration

On y trouve quatre groupes scolaires (primaires et maternelles), les écoles Lakanal, Louis-Armand, Descartes et du Tonkin, ainsi que le collège public du Tonkin. À proximité de la place Wilson, se trouve le groupe scolaire privé Mère Thérésa, qui comprend une maternelle, une primaire et un collège. L'Institut régional d'administration de Lyon qui dépend du Premier ministre y est implanté depuis 1970.
Le quartier dispose aussi d'une médiathèque.
On y trouve aussi :
- Les consulats de Suisse, d'Espagne et du Japon
- La Maison des services publics Charpennes/Tonkin, gérée par la commune, qui abrite des services d'aide à l'emploi et une extension des services d'identité, ainsi que le Conseil de quartier
- La Maison de la Métropole qui informe notamment les habitants sur les aides dans leurs démarches relatives à l'action sociale.

Avant sa désaffectation, la clinique privée du Tonkin était répartie sur trois sites : la rue du Tonkin (chirurgie et autres), l'avenue Condorcet (unité de radiothérapie avec soins pré- et postopératoire dans les anciens locaux Bayard), l'avenue Condorcet à l'angle de la rue de Bruxelles (clinique de la main). Cette clinique a déménagé début 2019 dans le quartier de Grandclément dans une nouvelle unité de soin nommée le Medipôle Lyon-Villeurbanne et regroupant la clinique avec les établissements de la mutuelle du Rhône.

## Transports
Le quartier est bien desservi par les TCL :
- les lignes de métro    à la station Charpennes - Charles Hernu
- les lignes de tramway    aux stations Charpennes - Charles Hernu, Le Tonkin et Condorcet
- les lignes de bus

Le quartier dispose de nombreuses stations Vélo'v.

## Curiosités
- L'esplanade de l'Europe et la fontaine des GéantsL'urbanisme sur dalle.

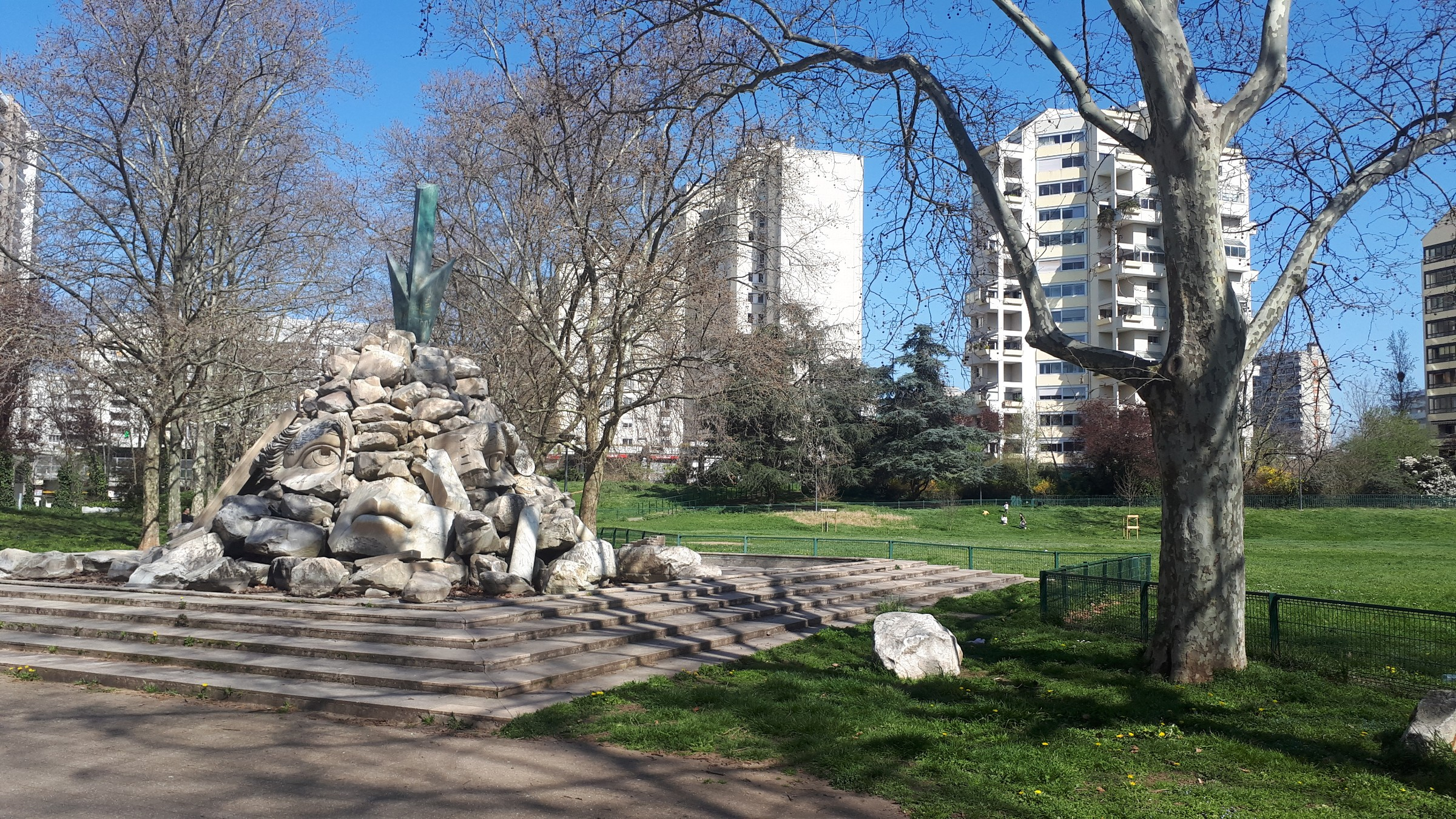
L'esplanade de l'Europe et la fontaine des Géants

- La fontaine des Géants, une fontaine monumentale de style contemporain construite en 1984, œuvre d'Anne et Patrick Poirier. Elle est située sur l'esplanade de l'Europe.

## Personnalités liées au quartier
- Houssem Aouar, footballeur international français[9].